# Oroniscus absoloni
Oroniscus absoloni är en kräftdjursart som beskrevs av Hans Strouhal1937. Oroniscus absoloni ingår i släktet Oroniscus och familjen Oniscidae. Inga underarter finns listade i Catalogue of Life.